# Maurice Bujard
Pour les articles homonymes, voir Bujard.
Maurice Bujard, né le 9 décembre 1870 à Lutry et mort le 4 mars 1953 à Lausanne, est une personnalité politique suisse, membre du Parti libéral,.

## Biographie
De confession protestante, originaire de Lutry et de Forel (Lavaux), Maurice Bujard est le fils de François-Louis Bujard. Il épouse Charlotte Diserens. Il suit les cours du Collège classique cantonal à Lausanne avant de suivre des cours d'agriculture et de viticulture. Il devient vigneron. Il est membre depuis 1937 de la Commission de la fondation Winkelried,.

### Carrière politique
Membre du Parti libéral, Maurice Bujard est député au Grand Conseil vaudois entre 1905 et 1918. Il est en parallèle syndic de Lutry de 1913 à 1918. Il est candidat libéral au Conseil d'État vaudois en 1917 mais renonce à la suite d'attaques de presse. Malgré tout, le 3 novembre 1918, lors d'une vacance, soutenu par les milieux agricoles, il est élu au Conseil d'État (par le peuple, une première pour un membre de l'exécutif) et bat ainsi le candidat officiel des libéraux ; il y est responsable du département de la prévoyance sociale et des assurances jusqu'au 28 février 1942. Il est en outre Conseiller national entre le 4 décembre 1922 et le 1er décembre 1935,,.